# Andrzej Solecki
Andrzej Tomasz Solecki (ur. w 1954) – polski geolog, dr hab. nauk o Ziemi, profesor nadzwyczajny Instytutu Nauk Geologicznych Wydziału Nauk o Ziemi i Kształtowania Środowiska Uniwersytetu Wrocławskiego.

## Życiorys
W 1978 ukończył studia geologii na Uniwersytecie Wrocławskim, 25 czerwca 1987 obronił pracę doktorską Tektonika dysjunktywna i jej wpływ na warunki występowania kopalin w synklinorium północno-sudeckim napisaną pod kierunkiem Ireny Wojciechowskiej, 8 marca 2001 habilitował się na podstawie pracy zatytułowanej Anomalie radiometryczne środkowej części obszaru przedsudeckiego i ich związek ze środowiskiem geologicznym. 2 kwietnia 2015 nadano mu tytuł profesora w zakresie nauk o Ziemi. Objął stanowisko profesora w Instytucie Nauk Geologicznych na Wydziale Nauk Przyrodniczych Uniwersytetu Wrocławskiego.
Został zatrudniony na stanowisku profesora nadzwyczajnego w Instytucie Nauk Geologicznych na Wydziale Nauk o Ziemi i Kształtowania Środowiska Uniwersytetu Wrocławskiego, oraz w Instytucie Turystyki i Rekreacji Państwowej Wyższej Szkole Zawodowej im. Angelusa Silesiusa w Wałbrzychu.
Był członkiem Komitetu Zrównoważonej Gospodarki Surowcami Mineralnymi Polskiej Akademii Nauk.